# تویوتا شهرپیما

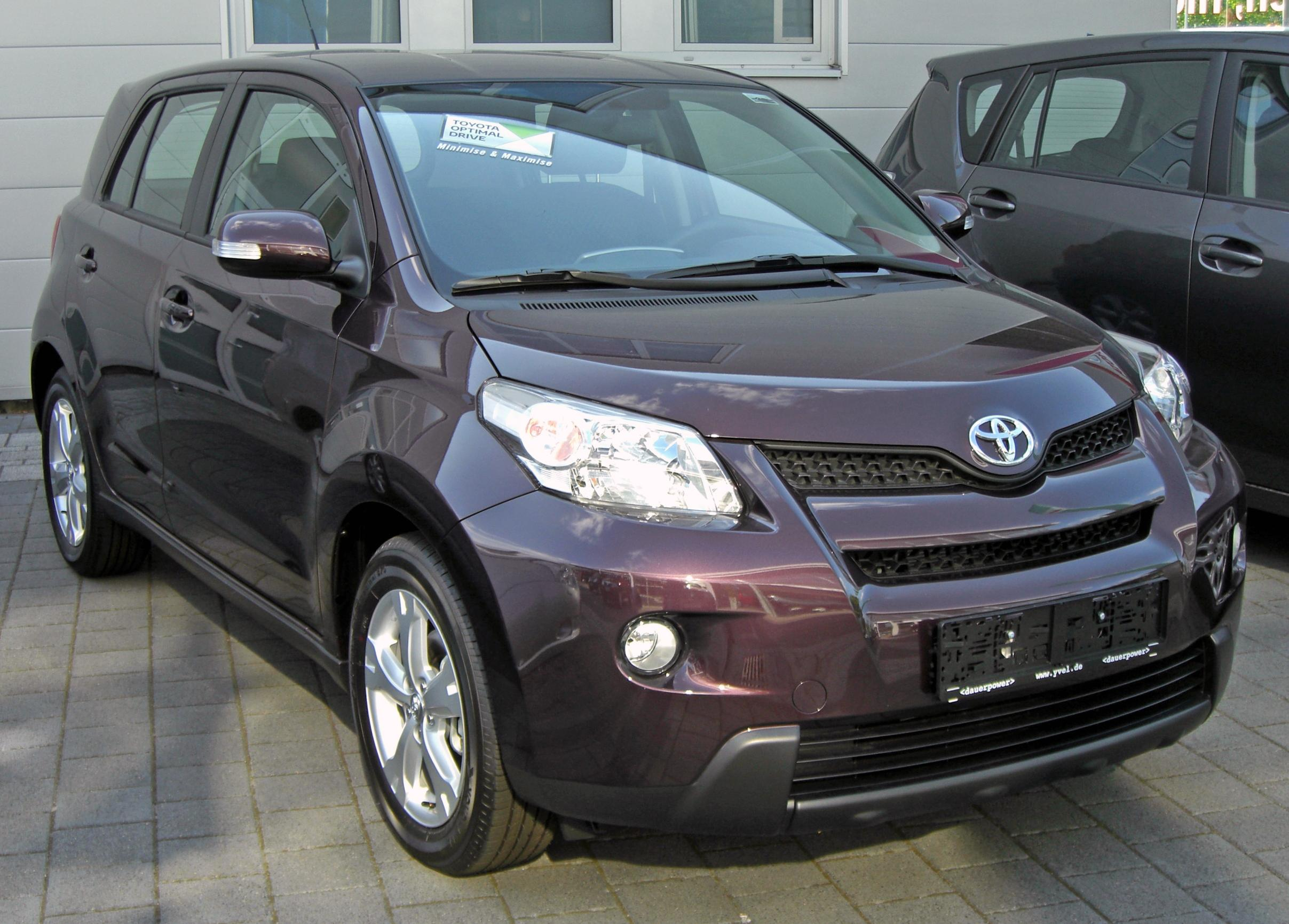

تویوتا شهر پیما (Toyota Urban Cruiser) خودرویی است که در سال‌های ۲۰۰۸ تا ۲۰۱۴ تولید شده‌ است. 
این خودرو در کلاس مینی ام‌پی‌وی قرار گرفته، طراحی آن موتور جلو، خودرو محور جلو، خودرو چهار چرخ محرک بوده طول آن در حالت طبیعی ۳٬۹۳۰ میلیمتر (۱۵۴٫۷ اینچ)، عرض آن در حالت طبیعی ۱٬۷۲۵ میلیمتر (۶۷٫۹ اینچ) و  ارتفاع آن در حالت طبیعی ۱٬۵۲۵ میلیمتر (۶۰٫۰ اینچ)  است. 